# Comuna Nebij, Volodarsk-Volînskîi
Nebij (în ucraineană Небізька сільська рада) este o comună în raionul Volodarsk-Volînskîi, regiunea Jîtomîr, Ucraina, formată din satele Hîciv, Krasnoricika și Nebij (reședința).

## Demografie
Componența lingvistică a satului Nebij
     Ucraineană (99,09%)
     Alte limbi (0,73%)
Conform recensământului din 2001, majoritatea populației satului Nebij era vorbitoare de ucraineană (99,09%), existând în minoritate și vorbitori de alte limbi.